# Greußen
Greußen est une ville allemande de l'arrondissement de Kyffhäuser, dans le land de Thuringe. Elle est située à 17 km au sud-est de Sondershausen et à 29 km au nord d'Erfurt.

## Personnalités liées à la commune
- Wilhelm Ernst Tentzel (1659-1707), écrivain né à Greußen.
- Heinrich Nikolaus Gerber (1702-1775), compositeur né à Wenigenehrich.
- Sophie von Kühn (1782-1797), poétesse morte au château de Grüningen (de).
- Eduard Klemm (1838-1926), homme politique né à Greußen.
- Johannes Böttner (1861-1919), horticulteur et rosiériste.